# Ethiosciapus maslovae
Ethiosciapus maslovae är en tvåvingeart som beskrevs av Grichanov 1996. Ethiosciapus maslovae ingår i släktet Ethiosciapus och familjen styltflugor. Inga underarter finns listade i Catalogue of Life.